# Club 3D
Club 3D ist ein Computerhardware-Hersteller, der 1997 als Colour Power (nicht zu verwechseln mit dem Grafikkarten-Hersteller PowerColor) in Hoofddorp, Niederlande gegründet wurde und in Deutschland ein Vertriebsbüro besitzt. Die Produkte von Club 3D werden in über 35 Ländern vertrieben. Die Marke Club 3D wurde bereits 2001 gegründet und ab 2005, aus markttechnischen Gründen, als Unternehmensname (Firma) übernommen (vgl. Firma der Nero AG).
Club 3D produziert Grafikkarten, TV-Karten, Soundkarten und Netzteile.
Bei den vom Unternehmen produzierten Grafikkarten kommen seit 2003 Grafikprozessoren (GPU)  von ATI (AMD) und seit 2005 auch von Nvidia zum Einsatz.
Im Dezember 2013 gab Club 3D bekannt, die Partnerschaft mit Nvidia zu beenden und von nun an ausschließlich AMD-basierte Grafikkarten herzustellen.
Im Jahr 2004 verkaufte Club 3D über 1,1 Millionen Baugruppen und erreichte damit einen Umsatz von 71,4 Millionen USD.
2017 traf Club 3D die strategische Entscheidung, die Herstellung von Grafikkarten aufgrund des zunehmenden Wettbewerbs und der sich ändernden Markttrends einzustellen.